# Du er ikke alene (dokumentarfilm)
|  | Denne artikel er oprettet af botten Steenthbot ud fra en ekstern database. Den kan derfor have sproglige fejl eller mangler. Denne skabelon kan fjernes efter kontrol af indholdet. |

Du er ikke alene er en dansk dokumentarfilm fra 1985 instrueret af Steen Herdel.

## Handling
Instruktioner for bankansatte i tilfælde af bankrøveri. Se også "Sekunder der tæller"

## Medvirkende
- Allan Olsen
- Christina Bengtsson
- Birgitte Bruun
- Jan Hertz
- Vera Gebuhr